# Elektromyografie
Elektromyografie (EMG) je diagnostická metoda sloužící k vyšetření elektrické aktivity kosterních svalů. Pomocí EMG lze hodnotit funkci svalů a nervů, které je ovládají, což je užitečné při diagnostice různých neuromuskulárních poruch.
Při vyšetření se zaznamenává elektrická aktivita svalových vláken v klidu a při kontrakci. EMG se provádí pomocí elektrod, které mohou být umístěny na povrchu kůže (povrchová EMG) nebo zavedeny přímo do svalu pomocí jehly (jehlová EMG). Záznam elektrické aktivity se nazývá elektromyogram.
EMG se často kombinuje s vyšetřením nervového vedení (NCS – nerve conduction study), které měří rychlost a sílu elektrických signálů procházejících nervy. Tato kombinace testů pomáhá rozlišit, zda příznaky pacienta souvisejí s postižením svalů, nervů nebo nervosvalového přenosu.

## Historie[3]
Zvýšený zájem o studium svalových pohybů můžeme pozorovat v renesanci, kdy se jim věnoval zejména polyhistor Leonardo da Vinci. Rovněž tak „otec“ moderní anatomie Andreas Vesalius ve svém díle Fabrica – ten se však věnoval spíše popisu mrtvých svalů než jejich dynamice.
První logickou dedukci toho, že svaly musí vykazovat elektrickou aktivitu, dokumentoval Ital Francesco Redi v r. 1666. Předpokládal, že rána od rejnoka elektrického[zdroj?] má svůj původ v jeho svalech.
Vztah mezi elektřinou a svalovou kontrakcí poprvé pozoroval Luigi Galvani v r. 1791. Depolarizoval svaly žabího stehýnka tím, že se jich dotknul kovovou tyčí. I když se v interpretaci svých pokusů mýlil tím, že vzniklý galvanický článek ve své knize De Viribus Electricitatis in Motu Musculari Commentarius (1792) považoval za projev "živočišné elektřiny", přece je možno jeho pozorování považovat za zrození elektroneurofyziologie.
Že se v Galvaniho pokusech jednalo o elektrochemický článek, sestavený z elektrolytu a dvou elektrod z různých kovů, kterým po uzavření elektrického obvodu prochází elektrický proud, objevil dva roky po Galvaniho prvním experimentu r. 1793 Alessandro Volta.
Na toto zjištění zareagoval Galvani hned v následujícím roce tím, že zjistil, že stah žabích svalů je možno vyvolat i přiložením volného konce nervu bez přítomnosti jakéhokoliv kovu, a tím se utvrdil ve svém konceptu živočišné elektřiny. Avšak Voltův vliv byl natolik silný, že diskuse o koncepci Galvaniho živočišné elektřiny na další čtyři desetiletí utichla - zatímco na Voltův objev navázal vývoj galvanických článků pro technické využití, ve výzkumu živočišné elektřiny v té době nikdo nepokračoval.
V r. 1820 sestavil Schweigger první galvanometr, založený na Oerstedových objevech v oblasti magnetismu. Pět let poté zdokonalil Nobili galvanometr kompenzací zemského magnetismu a tím zvýšil jeho citlivost. S použitím takového galvanometru Carlo Matteucci v r. 1844 konečně dokázal, že svaly produkují elektrický proud.
Matteuciho prací byl inspirován Frenchman DuBois-Reymond, který v r. 1849 ve své knize Uber Thierische Elektricitat podal první zprávu a elektrických signálech, produkovaných při volní aktivitě lidských kosterních svalů. Rovněž objevil, že velikost zaznamenaného proudu je snížena impedancí kůže. K snímání signálu použil drátěnou elektrodu.
Němec H. Piper r. 1907 (Uber den willkurlichen Muskeltetanus) zdokonalil metodu tím, že zavedl kovové plošné elektrody. Další pokrok v technice záznamu představoval objev katodové trubice, navržený Braunem r. 1897, což poprvé použili k zesílení akčních potenciálů – ve spojení se strunovým galvanometrem – A. Forbes a C. Thatcher v r. 1920. O dva roky později H. S. Gasser a J. Erlanger (v r. 1922) použili namísto galvanometru osciloskopu, založeného na principu katodové trubice, za což, spolu se zdárnou interpretací akčního potenciálu, byli odměněni v r. 1944 Nobelovou cenou za fyziologii.
Zatímco v průběhu 19. století byla ještě detekce elektromyografických potenciálů velmi obtížná a tím pádem jen nemnoho vědců bylo schopno jejich výzkumu, opačný proces, neboli vybuzení svalových záškubů působením elektrického proudu, se dal demonstrovat velmi snadno a tak se i stal nástrojem mnohých léčitelů a šarlatánů. Nicméně alespoň někteří vědci se snažili provádět výzkum těchto jevů odpovědně systematicky. Mezi nimi Francouz G. B. A. Duchenne, který v polovině devatenáctého století systematicky zkoumal dynamiku a funkci kosterního svalstva a své výzkumy popsal v klasickém díle Physiologie des Mouvements (1867).
Detekce elektrických signálů ze svalu a aplikace elektrického proudu přitáhla pozornost anglického elektrického inženýra Bainese. Baines byl první, který přirovnal šíření vzruchu nervem k šíření elektrického signálu kabelem. Tato analogie se pak ve „století elektřiny“ velmi rozšířila. Baines ve své knize (1918) publikoval svůj elektrický model nervového systému, ve kterém neurony a svalová vlákna nahradil elektrickými obvody, sestavenými z galvanického článku a množství kondenzátorů. Proto se o Bainesovi hovoří jako o prvním biomedicínském inženýrovi.
Použití elektronkových zesilovačů umožnilo klinické využití vyšetřování biosignálů. Pokus zaznamenat signál z dysfunkčního svalu se poprvé podařil Proebsterovi r. 1928 (Uber Muskelaktionsstrome am gesunden und Kranken Menschen) při vyšetřování pacienta, trpícího obrnou periferního nervu.
Rychlý rozmach klinické elektromyografie přineslo až použití jehlové elektrody Adrianem a Bronkem (1929), což poprvé v historii umožnilo sledování aktivity, spojené s činností jednotlivých svalových vláken (či malých skupin svalových vláken). Využití elektromyografických jehel dále zdokonalil v průběhu 50. a 60. let F. Buchthal.
V 60. letech skupina ruských inženýrů vedená Kobrinským uvedla návrh elektronické protézy ruky, ovládané myoelektrickými signály (kterýžto nápad si dal v Německu patentovat již r. 1945 Reinhold Reiter).

## Procedura[4]
EMG se často provádí při současné stimulaci příslušných motorických a periferních nervů. Samotné snímání lze provádět invazivně i neinvazivně, na úrovni jediného svalového vlákna, jedné motorické jednotky i celého svalu.

### Elektrody pro EMG
Používají se povrchové i podpovrchové elektrody složení Ag, či AgCl.
- Povrchové elektrody

Používají se povrchově tzv. multielektrody - stripsy nebo gridy. Strips je silikonový (případně plastový) pásek s kontaktními ploškami elektrod v linii za sebou. Grid je dvourozměrné pole s ploškami elektrod (často tvořenými Ag/AgCl kuličkami uspořádanými maticově) na silikonové či plastové podložce. Gridy slouží k mapování rozložení potenciálů generovaných svalem. Dostupná je i verze plovoucích gridů, které namísto vystouplých stříbrných kuliček používají prohlubně, v nichž je aplikovaný vodivý gel - tak se redukuje vznik artefaktů ve snímaném signálu. Takové gridy se vyrábí i jednorázové, kdy spodní strana je opatřena samolepicí vrstvou, případně se připevňují samolepicí páskou.
- Podpovrchové elektrody

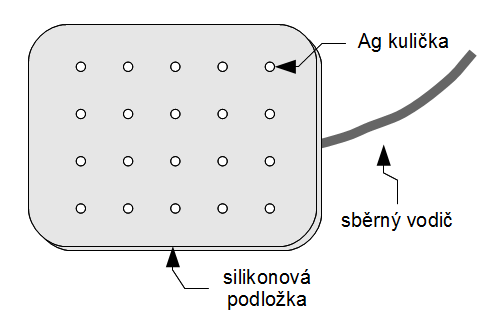
Multielektrodový EMG grid

Jehlové elektrody bipolární či multipolární, případně tenký drátek či svazek drátků. Bipolární elektroda je složena z duté jehly, jejímž středem prochází izolovaný vodič, který před hrotem jehly vychází na povrch její stěnou. Kovové tělo jehly tvoří jednu společnou elektrodu a středový vodič druhou elektrodu. Jehlová multipolární elektroda je konstrukčně totožná s bipolární s tím rozdílem, že středem vede (a na povrch stěnou vystupuje) vzájemně izolovaných vodičů hned několik. Multipolární elektrodou lze tedy snímat několik signálu na velmi malé ploše najednou. Speciální jehlovou elektrodou se snímací plochou 25μm lze měřit signál z jediného svalového vlákna (pro metodu SFEMG).
Podpovrchové elektrody se zavádějí kolmo na osu svalu nebo podélně. Jehlovou elektrodu lze dobře umístit ve svalu, ale jedná se o bolestivou metodu a navíc jehla omezuje pohyb svalu a sval zároveň pohybuje elektrodou, což vede ke vzniku nežádoucích artefaktů v signálu. Jehlová elektroda může zůstat zavedena do svalu maximálně hodinu. Naproti tomu zavedený drát lze ponechat ve svalu až několik hodin, ale nelze s ním dobře manipulovat a lokalizovat konkrétní místo zájmu ve svalu. Drátové elektrody se používají tam, kde nechceme omezovat pohyb svalstva, ovšem drát se pohybem může povytáhnout.

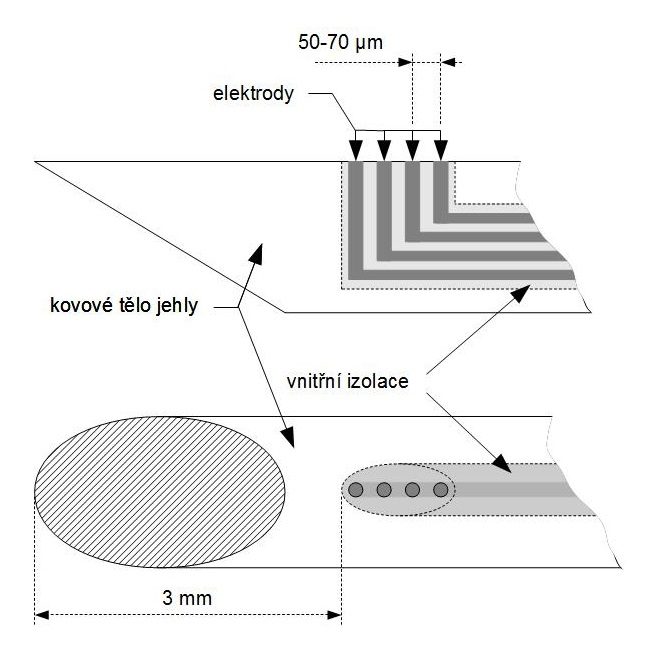
Jehlová multipolární elektromyografická elektroda.

### Elektrické charakteristiky
V případě neinvazivního měření na povrchu kůže zaznamenáváme signál vzniklý činností velkého množství motorických jednotek. Signál dosahuje špičkové hodnoty do 10 mV. Značný objem tkáně mezi elektrodami a svalovými vlákny, stejně jako rozhraní elektroda-pokožka omezují horní hranici využitelného frekvenčního pásma na 500 Hz. Hlavní část výkonového spektra leží v oblasti 50-150 Hz.
Invazivním, tzv. intramuskulárním EMG lze měřit elektrický potenciál malého množství motorických jednotek až jednotlivých motorických jednotek.
 Využitelné frekvenční pásmo sahá až k 10 kHz díky malému objemu tkáně mezi elektrodou a zdrojem signálu. Špičkové napětí dosahuje řádově stovek μV.

### Sumární akční potenciál svalu (CMAP)
Snímání a záznam sumárních akčních potenciálů svalu se provádí za účelem zjištění funkcionality svalu. Používá se povrchových nebo podpovrchových elektrod ke stimulaci periferního nervu, který pak vyvolá samotný záškub svalu, který je pak měřen povrchovou elektrodou. Podpovrchová elektroda ke snímání ve svalu není vhodná, protože dochází k jeho silné kontrakci, což se projeví vznikem artefaktů v signálu. Stimulace nervu je realizována elektrickými pulzy o frekvenci 3-5 Hz. Vyhodnocuje se amplituda a odezva na budící signál. Nízká amplituda (alespoň 10% snížení) všech odezev značí primární nemoc svalstva. Naproti tomu u nervové poruchy jako je roztroušená skleróza je patrné zpoždění kontrakce vláken při normální amplitudě. Jinou verzí CMAP metody je stimulace senzorických nervů, čímž zpětnovazebně aktivujeme motoneurony, a tak lze vyšetřovat jejich funkčnost či přenosové vlastnosti.

### Akční potenciál motorické jednotky (MUAP)
Nejčastěji se k této metodě využívá podpovrchových elektrod při přirozené kontrakci svalu – lehkým zatížením svalu až do jeho zapojení na maximálně 10% MVC, tím se aktivuje malý počet motorických jednotek. Elektroda snímá výsledný signál složený z příspěvků okolních motorických jednotek. Tento signál se dále filtruje pásmovou propustí 1.2 – 2.5 kHz a rozkládá na hroty, jejichž lineární kombinace nejlépe napodobí původní složený signál. Tak lze sledovat průběh aktivace jednotlivých motorických jednotek. Takto lze například odhalit dystrofii svalstva, kdy je na dané zatížení aktivováno nepřiměřené množství motorických jednotek. Naopak menší počet aktivovaných motorických jednotek značí chybnou funkci motoneuronů. Oproti metodě CMAP získáváme i informaci o opakovacích frekvencích aktivace motorických jednotek, čehož lze také využít při diagnostice.

### EMG jednoho svalového vlákna (SFEMG)
Tato metoda umožňuje zaznamenávat akční potenciály jednoho svalového vlákna a měření hustoty svalových vláken a neuromuskulárního jitteru. Zjištěním počtu snímaných akčních potenciálů, zaznamenávaných současně, jejichž amplituda překračuje 200 μV, zjistíme zároveň počet aktivních vláken v blízkosti elektrody. Měřením v různých místech svalu můžeme zjistit průměrnou hustotu jeho vláken. Ta se liší u jednotlivých svalů a zvyšuje se ve stáří, ale také u některých poruch motorických nervů a nervosvalové ploténky. Akční potenciály snímané SFEMG svalu mají různé vzájemné zpoždění. Odchylky od konstantní frekvence se nazývají neuromuskulární jitter a jsou způsobeny chemickým přenosem na nervosvalové ploténce. Normální hodnota dosahuje 10-50 μs a podle odchylek lze rozpoznat myopatie.

## Aplikace
EMG se používá pro diagnostiku neurosvalových onemocnění a poškození, kineziologii, a poruchy kontroly pohybového aparátu. EMG signálů lze taktéž využít pro řízení prostetických náhrad jako například ruky či nohy.
EMG je taktéž používáno pro ovládání počítače a jiných elektronických zařízení (PDA nebo mobilních telefonů). Možné využití sahá k řízení mobilních robotů či elektrického křesla což může být velmi nápomocné pro osoby, které nemohou ovládat křeslo řízené joystikem. Povrchové EMG je možné využít například pro ovládání her či v kombinaci s EEG ve výzkumu spánkových pochodů a nervových záchvatů.

### Nízkonákladové EMG zařízení
V roce 2011 v Advancer Technologie vyvinuli jednoduchý plošný spoj, který může být využit pro konverzi měřených signálů svalů do podoby vyhlazeného výstupního signálu.

## Terminologie
- Myografie (en:Myography) – registrace kontrakce kosterního svalstva[10]
- Elektromyografie – registrace elektrické aktivity kosterního svalstva
- Alfa motoneuron – neuron, jehož tělo leží v předním rohu míšním a jehož axon relativně velkého průměru inervuje skupinu svalových vláken.
- Motorická jednotka (en:Motor unit – MU) – termín užívaný k popisu nejmenší možné řízené svalové jednotky; sestává z alfa-motoneuronu, jeho neuromuskulární junkce a svalových vláken, která inervuje.
- Akční potenciál svalů (en:Muscular action potential – MAP)
- Akční potenciál svalového vlákna (en:Muscle fiber action potential – neboli en:Motor action potential – MAP) – detekovaný tvar vlny, vznikající v důsledku depolarizační vlny, která se šíří svalovým vláknem oběma směry od nervosvalové ploténky.
- Akční potenciál motorické jednotky (en:Motor Unit Action Potential – MUAP) – detekovaný tvar vlny, který je výsledkem časoprostorové sumace akčních potenciálů jednotlivých svalových vláken jedné motorické jednotky, snímaný elektrodou nebo párem elektrod.
- Řada akčních potenciálů motorické jednotky (en:Motor Unit Action Potential Train – MUAPT) – opakovaná sekvence MUAPů z dané motorické jednotky
- Interval mezi pulzy (en:Interpulse Interval – IPI) – časový interval mezi dvěma po sobě následujícími výboji motorické jednotky; má semináhodnou povahu
- Frekvence výbojů (en:Instantaneous Firing Rate) – parametr, daný reciprokou hodnotou mezipulsového intervalu
- Průměrná frekvence výbojů (en:Average Firing Rate –) – průměrná hodnota výše uvedené veličiny
- Synchronizace (en:Synchronization –) – tendence motorické jednotky depolarizovat se v okamžiku (anebo blízko okamžiku), kdy dochází k depolarizaci jiné motorické jednotky.
- Elektromyografický signál (en:Electromyographic Signal – EMG) – celkový signál detekovaný elektrodou; jedná se o sumační potenciál všech MUAPT ze všech motorických jednotek, které jsou v dosahu snímací elektrody
- Myoelektrický signál (en:Myoelectric signal) – synonymum pro elektromyografický signál
- Amplituda (en:Amplitude) – velikost signálu, udávaná v mikrovoltech nebo v milivoltech.
- Doba trvání (en:Time Duration) – časový interval, během kterého detekujeme danou vlnu
- Fáze (en:Phase) – v elektromyografii znamená výchylku amplitudy v negativním či positivním směru
- Tvar vlny (en:Shape) – tvar vlny (nezávislý na změně časového nebo amplitudového měřítka)
- Tvar vlny (en:Waveform) – tvar vlny (včetně daného časového a amplitudového měřítka, tj. takový, jaký jej vnímá oko elektromyografisty
- Dekompozice (en:Decomposition) – proces, během kterého jsou extrahovány jednotlivé MUAP z elektromyografického signálu
- Elektroda (en:Electrode) – součástka, skrze kterou elektrický proud vstupuje (či vystupuje) do elektrolytu, plynu či vakua.
- Detekční povrch (en:Detection Surface) – ta část snímací elektrody, která je v přímém kontaktu s prostředím, ze kterého jsou snímány signály
- Unipolární elektroda (en:Unipolar Electrode) – elektroda, která je tvořena jedním detekčním povrchem
- Bipolární elektroda (en:Bipolar Electrode) – elektroda, která je tvořena dvěma detekčními povrchy
- Koncentrická elektroda (en:Concentric Electrode) – aktivní elektroda elektroda, umístěná ve středu kovového stínění - typicky se jedná o elektrodu, izolovaně umístěnou v otvoru duté jehly, která tvoří referenční elektrodu
- Detekce (en:Detection) – proces, ve kterém je snímán signál pomocí elektrody
- Záznam (en:Recording) – proces, ve kterém je zaznamenáván časový průběh detekovaného signálu na vhodné médium (papír, film, paměť počítače apod.)
- Isometrická kontrakce (en:Isometric Contraction) – svalový stah, při kterém se délka staženého svalu nemění
- Anisometrická kontrakce (en:Anisometric Contraction) – stah svalu, během kterého se mění délka staženého svalu
- Balistická kontrakce (en:Ballistic Contraction) – stah svalů, vykonaný s nejvyšší fyziologicky možnou rychlostí
- Maximální vědomá kontrakce (en:Maximal voluntary contraction – MVC) – maximální stah, kterého je jedinec schopen docílit
- Agonista (en:Agonist Muscle) – sval, který začíná kontrakci
- Antagonista (en:Antagonist Muscle) – sval, který působí proti aginostovi
- Synergista (en:Synergist Muscle) – sval, který působí stejným směrem jako agonista